# Erycia floralis
Erycia floralis är en tvåvingeart som beskrevs av Robineau-desvoidy 1863. Erycia floralis ingår i släktet Erycia och familjen parasitflugor.
Artens utbredningsområde är Frankrike. Inga underarter finns listade i Catalogue of Life.